# Hemioplisis excavaria
Hemioplisis excavaria är en fjärilsart som beskrevs av Walker 1860. Hemioplisis excavaria ingår i släktet Hemioplisis och familjen mätare. Inga underarter finns listade i Catalogue of Life.